# Carex hirsutella
Carex hirsutella är en halvgräsart som beskrevs av Kenneth Kent Mackenzie. Carex hirsutella ingår i släktet starrar, och familjen halvgräs. Inga underarter finns listade i Catalogue of Life.